# Ingemar Johansson
Ingemar Johansson   (Hagfors, 25 d'abril de 1924 - 18 d'abril de 2009) fou un atleta suec, especialista en marxa atlètica, que va competir durant la dècada de 1940.
El 1948 va prendre part en els Jocs Olímpics d'Estiu de Londres, on va guanyar la medalla de plata en la prova dels 10 quilòmetres marxa del programa d'atletisme, rere el seu compatriota John Mikaelsson.
En el seu palmarès també destaquen els campionats nacionals dels 10 quilòmetres marxa de 1946, 1947, 1948 i 1951.

## Millors marques
- 10 quilòmetres marxa. 45'00" (1947)[1]